# Verona (Ohio)
Verona es una villa ubicada en el condado de Preble en el estado estadounidense de Ohio. En el Censo de 2010 tenía una población de 494 habitantes y una densidad poblacional de 411,95 personas por km².

## Geografía
Verona se encuentra ubicada en las coordenadas 39°54′5″N 84°30′22″O / 39.90139, -84.50611. Según la Oficina del Censo de los Estados Unidos, Verona tiene una superficie total de 1.2 km², de la cual 1.18 km² corresponden a tierra firme y (1.51%) 0.02 km² es agua.

## Demografía
Según el censo de 2010, había 494 personas residiendo en Verona. La densidad de población era de 411,95 hab./km². De los 494 habitantes, Verona estaba compuesto por el 98.58% blancos, el 0% eran afroamericanos, el 0% eran amerindios, el 0% eran asiáticos, el 0% eran isleños del Pacífico, el 0% eran de otras razas y el 1.42% pertenecían a dos o más razas. Del total de la población el 0% eran hispanos o latinos de cualquier raza.